# Жуніор Кайсара
Вілсон де Соуза Паула Жуніор (порт.-браз. Uilson de Souza Paula Júnior; 27 серпня 1989, Сан-Паулу), більш відомий під ім'ям Жу́ніор Кайса́ра (порт.-браз. Júnior Caiçara) — бразильський футболіст, захисник німецького клубу «Шальке 04». Також має болгарське громадянство.

## Кар'єра
Жуніор Кайсара навчався в академії «Корітіби», але перший професійний контракт підписав з клубом «Санту-Андре» в 2008 році. За перший рік він провів тільки один матч в чемпіонаті. У 2009 і 2010 роках він йшов в оренди в клуби ССА Масейо і «Америка» з Сан-Жозе-ду-Ріу-Прету.
1 липня 2010 Кайсара був відданий в оренду в португальський клуб «Жил Вісенте» на два роки. У новому клубі він швидко став основним гравцем на позиції правого захисника. Всього за два сезони він зіграв в 56 матчах чемпіонату і забив 1 м'яч. У сезоні 2010/11 Кайсара допоміг команді посісти перше місце у другій лізі і вийти у першу лігу. У наступному сезоні «Жил Вісенте» дійшов до фіналу Кубка португальської ліги, де програв «Бенфіці» (1: 2).
Після закінчення терміну оренди Кайсара не повернувся до Бразилії, а перейшов в болгарський «Лудогорець» за 300 000 євро, підписавши трирічний контракт. 11 липня 2012 він дебютував і забив перший м'яч за новий клуб у матчі Суперкубка Болгарії проти «Локомотива» з Пловдіва (3: 1). 18 липня він дебютував у єврокубках, вийшовши на поле в матчі другого кваліфікаційного раунду Ліги чемпіонів проти загребського «Динамо». 12 грудня 2014 Жуніор Кайсара продовжив контракт з «Лудогорца» на два роки. За три роки в складі клубу з Разграда Жуніор Кайсара тричі ставав чемпіоном країни, один раз ставав володарем Кубка Болгарії та двічі - Суперкубка Болгарії.
25 червня 2015 Кайсара перейшов у німецький клуб «Шальке 04», підписавши контракт до 2018 року. Його офіційний дебют відбувся 8 серпня, в матчі першого раунду Кубка Німеччини проти «Дуйсбурга» (5: 0). 22 серпня він дебютував у Бундеслізі в матчі проти «Дармштадта» (1: 1).

## Досягнення
«Жил Вісенте»
- Переможець другої ліги Португалії (1): 2010-11
- Фіналіст Кубка португальської ліги (1): 2011-12

 «Лудогорець»
- Чемпіон Болгарії (3): 2012-13, 2013-14, 2014-15
- Володар Кубка Болгарії (1): 2013-14
- Володар Суперкубка Болгарії (2): 2012, 2014

 «Істанбул Башакшехір»
- Чемпіон Туреччини (1): 2019-20